# Cardepia antinea
Cardepia antinea är en fjärilsart som beskrevs av Charles E. Rungs 1972. Cardepia antinea ingår i släktet Cardepia och familjen nattflyn. Inga underarter finns listade i Catalogue of Life.